# Bernhard III van Anhalt
Bernhard III van Anhalt (overleden op 20 augustus 1348) was van 1323 tot 1348 vorst van Anhalt-Bernburg. Hij behoorde tot het huis Ascaniërs.

## Levensloop
Hij was de oudste zoon van vorst Bernhard II van Anhalt-Bernburg en Helena van Rügen, dochter van vorst Vitslav II.
In 1323 volgde hij zijn vader op als vorst van Anhalt-Bernburg. Daarnaast droeg hij ook de titels van graaf van Anhalt en graaf van Bernburg. Zijn jongere broers Hendrik en Otto hadden voor een kerkelijke loopbaan gekozen en zagen dus af van hun aanspraken op de erfenis, om zo een verdere verdeling van Anhalt te vermijden. 
Onder zijn bewind kwam het tot een dispuut tussen hem en het prinsbisdom Halberstadt over de erfenis van vorst Otto II van Anhalt-Aschersleben, die voornamelijk ging over het bezit van de stad Aschersleben. Hoewel keizer Lodewijk de Beier meermaals de kant koos van Bernhard, viel de stad in 1333 definitief toe aan het prinsbisdom Halberstadt.
In 1348 stierf Bernhard III.

## Huwelijken en nakomelingen
In 1328 huwde Bernhard III met Agnes (1310-1338), dochter van hertog Rudolf I van Saksen-Wittenberg. Ze kregen volgende kinderen:
- Bernhard IV (overleden in 1354), vorst van Anhalt-Bernburg
- Catharina (circa 1330-1390), huwde in 1356 met hertog Magnus II van Brunswijk-Wolfenbüttel en in 1374 met Albrecht van Saksen-Wittenberg, vorst van Brunswijk-Lüneburg
- Hendrik IV (overleden in 1374), vorst van Anhalt-Bernburg
- Albrecht (overleden in 1336)
- Sophia (circa 1330-1362), huwde in 1346 met hertog Willem II van Brunswijk-Lüneburg
- Adelheid (geboren in 1337), jong gestorven

Na de dood van zijn eerste echtgenote huwde Bernhard III in 1339 met Mathilde (overleden rond 1342), dochter van vorst Albrecht I van Anhalt-Zerbst. Het huwelijk bleef echter kinderloos.
In 1343 ging Bernhard een derde huwelijk aan met Mathilde (overleden in 1354), dochter van hertog Magnus I van Brunswijk-Wolfenbüttel. Ze kregen volgende kinderen:
- Otto III (overleden in 1403), vorst van Anhalt-Bernburg
- Gertrude, huwde in 1371 met graaf Günther XII van Schwarzburg